# 鈴木渢
鈴木 渢（すずき ふう、11月5日 - ）は、日本の女性声優、ナレーター。愛知県出身。青二プロダクション所属。

## 人物
1989年、青二塾東京校第10期生入塾。1990年、青二塾東京校第10期生卒業。
デビュー以来、主に情報・報道番組ナレーションで活動している。

## 出演

### テレビアニメ
1990年
- キテレツ大百科（駄菓子屋）

1993年
- バトルスピリッツ 龍虎の拳（老婦人）

1995年
- アニメ世界の童話（仙女）
- キャプテン翼J（淳の母）
- ドラゴンボールZ（ばあさん）

1996年
- 名犬ラッシー（村人A）

1997年
- ゲゲゲの鬼太郎（第4作）（お母さん、大樹の母）

2007年
- やっとかめ探偵団（早坂千代）

### OVA
- 鬼切丸（1994年、女教師）

### ゲーム
- トバル2（マリー・イボンスカヤ）
- 心霊カメラ 〜憑いてる手帳〜

### ドラマCD
- 幸福な王子
- ゼルダの伝説 サウンド・ドラマ「二人の序章」（エゴロワ）
- 百鬼夜行抄（岩の妖魔、伯母1）

### 吹き替え

#### 映画
- キミが微笑む瞬間
- ハンナバーベラー（シリーズ）
- ミッドナイトスナイパー

#### 海外ドラマ
- バビロン5（ナターフ）

#### 人形劇
- きかんしゃトーマス（オールド・スローコーチ、エリザベス、ハット卿夫人、ジェニー・パッカード、アリシア・ボッティなど女性キャラクター、乗客〈女の人〉）

### ラジオドラマ
- エメラルドドラゴン（フワル）

### ナレーション
2020年7月現在出演中
- Live News it! - 特報コーナーナレーション

過去の出演
- スーパーJチャンネル
- サンデーモーニング
- いきいき!夢キラリ
- ウォッ!チャ
- FNNスーパーニュース
- THE WEEK
- 知ってるつもり?!
- 情報プロジェクトS
- 世界を変える100人の日本人! JAPAN☆ALLSTARS
- 知的冒険 ハッケン!!
- 地元発信! 東京ジモティ
- 情報プレゼンター とくダネ!
- 土曜一番!花やしき
- 土曜LIVE ワッツ!?ニッポン
- ニュースJAPAN
- ひざくりげ
- 女神の天秤
- もうひとつの地球物語
- トリハダ（秘）スクープ映像100科ジテン3時間スペシャル（吹替え）
- 厳選いい宿
- みんなのニュース